# Oussama Mellouli
Oussama Mellouli (arab. أسامة الملولي; ur. 16 lutego 1984 w Tunisie) – tunezyjski pływak, dwukrotny złoty medalista olimpijski, mistrz świata na długim basenie, mistrz świata na basenie krótkim.
Mellouli swoje największe sukcesy w dotychczasowej karierze odniósł na igrzyskach olimpijskich w 2008 roku w Pekinie i 2012 roku w Londynie. W stolicy Chin wygrał złoty medal na dystansie 1500 m stylem dowolnym stając się pierwszym złotym medalistą olimpijskim w pływaniu reprezentującym kraje arabskie i pierwszym złotym medalistą z Tunezji od 1968 roku, kiedy to Mohammed Gammoudi wygrywając bieg na 5000 m został pierwszym mistrzem olimpijskim z tego kraju. Na igrzyskach w Londynie Mellouli ponownie zwyciężył, tym razem na długości 10 km na otwartym akwenie oraz zdobył brązowy medal na 1500 m stylem dowolnym.
Startując na mistrzostwach świata Tunezyjczyk ma w swoim dorobku sześć medali, w tym złoty z 2009 roku w Rzymie w konkurencji 1500 m stylem dowolnym.
Mellouli również sześć razy stawał na podium mistrzostw świata na basenie krótkim, w tym dwa razy kończył zawody na pierwszym miejscu. Złote medale wywalczył w 2004 roku w Indianapolis na długości 400 m stylem zmiennym oraz w 2010 roku w Dubaju na dystansie 1500 m stylem dowolnym.
Pod koniec marca 2007 roku podczas mistrzostw świata w Melbourne miał miejsce incydent z udziałem Mellouli'ego. Tunezyjczyk w trakcie zawodów zdobył srebrny medal w wyścigu na 400 m stylem dowolnym oraz wygrał na 800 m stylem dowolnym. Pół roku później, dnia 11 września, został pozbawiony medali przez międzynarodowy Sportowy Sąd Arbitrażowy w Lozannie za wcześniejszy doping. W organizmie Mellouli'ego wykryto niedozwoloną amfetaminę w formie leku Adderall, którą zażył nielegalnie, bez recepty czy potrzeby medycznej.